# Wieża Bismarcka w Żaganiu
Wieża Bismarcka w Żaganiu – wieża widokowa wzniesiona w latach 1908–1909 w Żaganiu.
Wieżę wzniesiono według projektu architekta Carla Stahlberga z Jeleniej Góry. Kamień węgielny został położony 30 lipca 1908 r. Wykonanie powierzono mistrzom budowlanym Bernikau i Engelowi. Otwarcie nastąpiło 27 czerwca 1909 r. Budowlę o wysokości 20 m wykonano z głazów narzutowych i granitu. Na parterze znajdowała się sala ku czci Ottona von Bismarcka. Budowla zachowała się do dziś. Była remontowana w 2002 r.